# Danh sách cầu thủ tham dự Giải vô địch bóng đá Đông Nam Á 2010
Sau đây là danh sách các cầu thủ tham gia Giải vô địch bóng đá Đông Nam Á 2010 (AFF Suzuki Cup 2010) được tổ chức tại Indonesia (bảng A) và Việt Nam (bảng B) từ ngày 1 đến 29 tháng 12 năm 2010.

## Bảng A

### Indonesia
Huấn luyện viên trưởng:  Alfred Riedl
| Số | Vt | Cầu thủ                 | Ngày sinh (tuổi)            | Số trận | Câu lạc bộ               |
| -- | -- | ----------------------- | --------------------------- | ------- | ------------------------ |
| 1  | TM | Markus Haris Maulana    | 14 tháng 3, 1981 (29 tuổi)  | 26      | Persib Bandung           |
| 2  | HV | Mohammad Nasuha         | 15 tháng 9, 1984 (26 tuổi)  | 6       | Persija Jakarta          |
| 3  | HV | Zulkifli Syukur         | 3 tháng 5, 1984 (26 tuổi)   | 3       | Arema Malang             |
| 5  | HV | Maman Abdurahman        | 12 tháng 5, 1982 (28 tuổi)  | 43      | Persib Bandung           |
| 6  | TV | Tony Sucipto            | 12 tháng 2, 1986 (24 tuổi)  | 4       | Persija Jakarta          |
| 7  | HV | Benny Wahyudi           | 20 tháng 3, 1986 (24 tuổi)  | 3       | Arema Malang             |
| 8  | TV | Eka Ramdani             | 18 tháng 6, 1984 (26 tuổi)  | 19      | Persib Bandung           |
| 9  | TĐ | Christian González      | 30 tháng 8, 1976 (34 tuổi)  | 3       | Persib Bandung           |
| 10 | TV | Oktovianus Maniani      | 10 tháng 10, 1990 (20 tuổi) | 5       | Sriwijaya FC             |
| 11 | TĐ | Johan Juansyah          | 23 tháng 10, 1988 (22 tuổi) | 0       | Persijap Jepara          |
| 12 | TM | Ferry Rotinsulu         | 28 tháng 12, 1982 (27 tuổi) | 3       | Sriwijaya FC             |
| 14 | TV | Arif Suyono             | 3 tháng 1, 1984 (26 tuổi)   | 15      | Sriwijaya FC             |
| 15 | TV | Firman Utina            | 15 tháng 12, 1981 (28 tuổi) | 38      | Sriwijaya FC             |
| 16 | HV | Muhammad Roby           | 12 tháng 9, 1985 (25 tuổi)  | 12      | Persisam Putra Samarinda |
| 17 | TĐ | Irfan Bachdim           | 11 tháng 8, 1988 (22 tuổi)  | 3       | Persema Malang           |
| 18 | TM | Kurnia Meiga Hermansyah | 7 tháng 5, 1990 (20 tuổi)   | 0       | Arema Malang             |
| 19 | TV | Ahmad Bustomi           | 13 tháng 7, 1985 (25 tuổi)  | 5       | Arema Malang             |
| 20 | TĐ | Bambang Pamungkas (c)   | 10 tháng 6, 1980 (30 tuổi)  | 71      | Persija Jakarta          |
| 21 | TĐ | Yongki Aribowo          | 23 tháng 11, 1989 (21 tuổi) | 4       | Arema Malang             |
| 22 | HV | Muhammad Ridwan         | 8 tháng 6, 1980 (30 tuổi)   | 35      | Sriwijaya FC             |
| 23 | HV | Hamka Hamzah            | 29 tháng 1, 1984 (26 tuổi)  | 11      | Persipura Jayapura       |
| 27 | HV | Yesaya Nickhanor Desnam | 25 tháng 6, 1985 (25 tuổi)  | 1       | Persiwa Wamena           |

### Thái Lan
Huấn luyện viên trưởng:  Bryan Robson
| Số | Vt | Cầu thủ                         | Ngày sinh (tuổi)            | Số trận | Câu lạc bộ        |
| -- | -- | ------------------------------- | --------------------------- | ------- | ----------------- |
| 2  | HV | Suree Sukha                     | 27 tháng 7, 1982 (28 tuổi)  | 54      | Chonburi          |
| 3  | HV | Natthaphong Samana              | 29 tháng 6, 1984 (26 tuổi)  | 36      | Chonburi          |
| 4  | HV | Cholratit Jantakam              | 2 tháng 6, 1985             | 17      | Chonburi          |
| 5  | HV | Suttinan Phuk-hom               | 29 tháng 11, 1987 (23 tuổi) | 9       | Chonburi          |
| 6  | HV | Nattaporn Phanrit               | 11 tháng 1, 1982 (28 tuổi)  | 58      | Muangthong United |
| 7  | TV | Datsakorn Thonglao              | 30 tháng 12, 1983 (26 tuổi) | 71      | Muangthong United |
| 8  | HV | Suchao Nuchnum                  | 17 tháng 5, 1983 (27 tuổi)  | 47      | Buriram PEA       |
| 9  | TĐ | Sarayoot Chaikamdee             | 24 tháng 9, 1981 (29 tuổi)  | 43      | Cảng Thái Lan     |
| 10 | TĐ | Teerasil Dangda                 | 6 tháng 6, 1988 (22 tuổi)   | 32      | Muangthong United |
| 11 | HV | Rangsan Viwatchaichok           | 22 tháng 1, 1979 (31 tuổi)  | 22      | Buriram PEA       |
| 13 | TV | Therdsak Chaiman (c)            | 29 tháng 9, 1973 (37 tuổi)  | 70      | Chonburi          |
| 14 | TĐ | Teeratep Winothai               | 16 tháng 2, 1985 (25 tuổi)  | 41      | BEC Tero Sasana   |
| 15 | TV | Surat Sukha                     | 27 tháng 7, 1982 (28 tuổi)  | 67      | Melbourne Victory |
| 17 | TV | Sutee Suksomkit                 | 5 tháng 6, 1978 (32 tuổi)   | 67      | Bangkok Glass     |
| 18 | TM | Sinthaweechai Hathairattanakool | 23 tháng 3, 1982 (28 tuổi)  | 54      | Chonburi          |
| 19 | TV | Phichitphong Choeichiu          | 28 tháng 8, 1982 (28 tuổi)  | 49      | Muangthong United |
| 20 | HV | Panupong Wongsa                 | 23 tháng 11, 1983 (27 tuổi) | 14      | Muangthong United |
| 21 | HV | Theeratorn Boonmatan            | 6 tháng 2, 1990 (20 tuổi)   | 2       | Buriram PEA       |
| 25 | TĐ | Kirati Keawsombut               | 12 tháng 1, 1987 (23 tuổi)  | 8       | Buriram PEA       |
| 27 | TV | Wichaya Dechmitr                | 3 tháng 8, 1989 (21 tuổi)   | 2       | Bangkok Glass     |
| 28 | TV | Naruphol Ar-Romsawa             | 16 tháng 9, 1988 (22 tuổi)  | 0       | Muangthong United |
| 30 | TM | Sivaruck Tedsungnoen            | 20 tháng 4, 1984 (26 tuổi)  | 7       | Buriram PEA       |

### Malaysia
Huấn luyện viên trưởng:  K. Rajagopal
| Số | Vt | Cầu thủ                     | Ngày sinh (tuổi)            | Số trận | Câu lạc bộ      |
| -- | -- | --------------------------- | --------------------------- | ------- | --------------- |
| 1  | TM | Mohd Helmi Eliza Elias      | 20 tháng 1, 1983 (27 tuổi)  | 0       | Kedah FA        |
| 2  | HV | Mohd Sabre Mat Abu          | 8 tháng 8, 1987 (23 tuổi)   | 9       | Kedah           |
| 3  | HV | Mohd Faizal Muhammad        | 3 tháng 3, 1989 (21 tuổi)   | 1       | Harimau Muda A  |
| 4  | HV | Mohd Asraruddin Putra Omar  | 26 tháng 3, 1988 (22 tuổi)  | 12      | Selangor        |
| 5  | HV | Mohd Razman Roslan          | 14 tháng 8, 1984 (26 tuổi)  | 0       | Selangor        |
| 7  | HV | Khairul Helmi Johari        | 31 tháng 3, 1988 (22 tuổi)  | 0       | Kedah           |
| 8  | TV | Mohd Safiq Rahim (c)        | 5 tháng 7, 1987 (23 tuổi)   | 10      | Selangor        |
| 9  | TĐ | Norshahrul Idlan Talaha     | 8 tháng 6, 1986 (24 tuổi)   | 10      | Kelantan        |
| 10 | TĐ | Mohd Safee Mohd Sali        | 29 tháng 1, 1984 (26 tuổi)  | 20      | Selangor        |
| 12 | TV | Amar Rohidan                | 23 tháng 4, 1987 (23 tuổi)  | 6       | Perlis          |
| 14 | TV | Mohd Khyril Muhymeen Zambri | 9 tháng 5, 1987 (23 tuổi)   | 17      | Kedah           |
| 15 | TV | K. Gurusamy                 | 20 tháng 11, 1988 (22 tuổi) | 1       | Harimau Muda A  |
| 16 | TV | S. Kunanlan                 | 22 tháng 8, 1986 (24 tuổi)  | 8       | Negeri Sembilan |
| 17 | TV | Mohd Amri Yahyah            | 21 tháng 1, 1981 (29 tuổi)  | 11      | Selangor        |
| 18 | HV | Mahali Jasuli               | 2 tháng 4, 1989 (21 tuổi)   | 6       | Harimau Muda A  |
| 19 | TV | Mohd Faizal Abu Bakar       | 20 tháng 9, 1990            | 1       | Kedah           |
| 20 | TĐ | Izzaq Faris Ramlan          | 18 tháng 4, 1990 (20 tuổi)  | 1       | Harimau Muda A  |
| 21 | TV | Mohd Amirul Hadi Zainal     | 27 tháng 5, 1986 (24 tuổi)  | 16      | Selangor        |
| 22 | TM | Khairul Fahmi Che Mat       | 7 tháng 2, 1989 (21 tuổi)   | 1       | Kelantan        |
| 24 | HV | Mohd Muslim Ahmad           | 25 tháng 4, 1989 (21 tuổi)  | 8       | Harimau Muda A  |
| 26 | TĐ | Mohd Ashaari Shamsuddin     | 7 tháng 6, 1985 (25 tuổi)   | 8       | Terengganu      |
| 27 | HV | Mohd Fadhli Mohd Shas       | 21 tháng 1, 1991 (19 tuổi)  | 1       | Harimau Muda A  |
| 28 | TM | Mohd Sharbinee Alawee Ramli | 12 tháng 12, 1986 (23 tuổi) | 2       | Terengganu      |

### Lào
Huấn luyện viên trưởng:  David Booth
| Số | Vt | Cầu thủ                     | Ngày sinh (tuổi)            | Số trận | Câu lạc bộ       |
| -- | -- | --------------------------- | --------------------------- | ------- | ---------------- |
| 1  | TM | Sengphachan Bounthisanh     | 1 tháng 6, 1987 (23 tuổi)   |         | Thủ đô Vientiane |
| 2  | HV | Saynakhonevieng Phommapanya | 28 tháng 10, 1987 (23 tuổi) |         | Bộ LĐ và GTVT    |
| 3  | HV | Kitsada Thongkhen (c)       | 8 tháng 4, 1987 (23 tuổi)   |         | Bộ LĐ và GTVT    |
| 4  | HV | Ketsada Souksavanh          | 23 tháng 11, 1992 (18 tuổi) |         | Ezra             |
| 5  | HV | Khamla Pinkeo               | 23 tháng 11, 1990 (20 tuổi) |         | Công an Lào      |
| 7  | TV | Phatthana Syvilay           | 4 tháng 10, 1990 (20 tuổi)  |         | Bộ LĐ và GTVT    |
| 8  | TĐ | Lamnao Singto               | 15 tháng 4, 1988 (22 tuổi)  |         | Bộ LĐ và GTVT    |
| 9  | TĐ | Visay Phapouvanin           | 12 tháng 6, 1985 (25 tuổi)  |         | Thủ đô Vientiane |
| 10 | TV | Kanlaya Sysomvang           | 3 tháng 11, 1990 (20 tuổi)  |         | Bộ LĐ và GTVT    |
| 11 | TV | Keoviengphet Liththideth    | 30 tháng 11, 1992 (18 tuổi) |         | Ezra             |
| 13 | TV | Kaysone Soukhavong          | 7 tháng 6, 1987 (23 tuổi)   |         | Ngân hàng Lào    |
| 14 | TV | Konekham Inthammavong       | 10 tháng 7, 1992 (18 tuổi)  |         | Ngân hàng Lào    |
| 16 | HV | Senlati Vongsouriyasack     | 7 tháng 4, 1990 (20 tuổi)   |         | Ngân hàng Lào    |
| 17 | TV | Phonepaseuth Sysoutham      | 28 tháng 5, 1990 (20 tuổi)  |         | Thủ đô Vientiane |
| 18 | TM | Sourasay Keosouvandeng      | 20 tháng 2, 1992 (18 tuổi)  |         | Bộ LĐ và GTVT    |
| 19 | HV | Kovanh Namthavixay          | 23 tháng 7, 1987 (23 tuổi)  |         | Quân đội Lào     |
| 20 | TV | Soukaphone Vongchiengkham   | 9 tháng 3, 1992 (18 tuổi)   |         | Ezra             |
| 22 | TV | Manolom Phomsouvanh         | 26 tháng 9, 1992 (18 tuổi)  |         | Ezra             |
| 24 | TV | Viengsavanh Sayyaboun       | 3 tháng 6, 1989 (21 tuổi)   |         | Quân đội Lào     |
| 25 | TĐ | Khampheng Sayavutthi        | 19 tháng 7, 1986 (24 tuổi)  |         | Bộ LĐ và GTVT    |
| 28 | TM | Seng Athit Somvang          | 2 tháng 6, 1991 (19 tuổi)   |         | Công an Lào      |
| 29 | HV | Khamphoumy Hanvilay         | 28 tháng 10, 1987 (23 tuổi) |         | Bộ LĐ và GTVT    |

## Bảng B

### Việt Nam
Huấn luyện viên trưởng:  Henrique Calisto
| Số | Vt | Cầu thủ                | Ngày sinh (tuổi)            | Số trận | Câu lạc bộ                   |
| -- | -- | ---------------------- | --------------------------- | ------- | ---------------------------- |
| 1  | TM | Dương Hồng Sơn         | 20 tháng 11, 1982 (28 tuổi) | -       | Hà Nội T&T                   |
| 2  | HV | Đoàn Việt Cường        | 1 tháng 1, 1985 (25 tuổi)   | -       | Hoàng Anh Gia Lai            |
| 3  | HV | Nguyễn Huy Hoàng       | 4 tháng 1, 1981 (29 tuổi)   |         | Sông Lam Nghệ An             |
| 4  | HV | Lê Phước Tứ            | 15 tháng 4, 1984 (26 tuổi)  | -       | Lam Sơn Thanh Hóa            |
| 5  | TV | Nguyễn Minh Châu       | 9 tháng 1, 1985 (25 tuổi)   | -       | Xi măng Hải Phòng            |
| 6  | HV | Trần Đình Đồng         | 20 tháng 5, 1987 (23 tuổi)  |         | Sông Lam Nghệ An             |
| 7  | HV | Vũ Như Thành           | 28 tháng 8, 1981 (29 tuổi)  | -       | Xi măng The Vissai Ninh Bình |
| 8  | TĐ | Nguyễn Việt Thắng      | 13 tháng 9, 1981 (29 tuổi)  | -       | Xi măng The Vissai Ninh Bình |
| 11 | TV | Nguyễn Trọng Hoàng     | 14 tháng 4, 1989 (21 tuổi)  | -       | Sông Lam Nghệ An             |
| 12 | TV | Nguyễn Minh Phương (c) | 5 tháng 7, 1980 (30 tuổi)   | -       | Đồng Tâm Long An             |
| 13 | TĐ | Nguyễn Quang Hải       | 1 tháng 11, 1985 (25 tuổi)  | -       | Khatoco Khánh Hoà            |
| 14 | TV | Lê Tấn Tài             | 4 tháng 1, 1984 (26 tuổi)   | -       | Khatoco Khánh Hoà            |
| 16 | HV | Huỳnh Quang Thanh      | 10 tháng 10, 1984 (26 tuổi) | -       | Becamex Bình Dương           |
| 17 | TV | Nguyễn Vũ Phong        | 6 tháng 2, 1985 (25 tuổi)   | -       | Becamex Bình Dương           |
| 18 | TV | Phan Thanh Hưng        | 14 tháng 1, 1987 (23 tuổi)  | -       | Đà Nẵng                      |
| 19 | TV | Phạm Thành Lương       | 10 tháng 9, 1988 (22 tuổi)  | -       | Hà Nội ACB                   |
| 20 | HV | Trương Đình Luật       | 12 tháng 11, 1983 (27 tuổi) | -       | Navibank Sài Gòn             |
| 22 | TV | Phan Văn Tài Em        | 23 tháng 4, 1982 (28 tuổi)  | -       | Đồng Tâm Long An             |
| 25 | TM | Bùi Tấn Trường         | 19 tháng 2, 1986 (24 tuổi)  | -       | Đồng Tháp                    |
| 28 | TV | Đinh Thanh Trung       | 24 tháng 1, 1988 (22 tuổi)  | -       | Hòa Phát Hà Nội              |
| 30 | TĐ | Nguyễn Anh Đức         | 25 tháng 1, 1985 (25 tuổi)  | -       | Becamex Bình Dương           |
| 34 | TĐ | Lê Sỹ Mạnh             | 25 tháng 6, 1984 (26 tuổi)  |         | Quảng Nam                    |

### Singapore
Huấn luyện viên trưởng:  Radojko Avramović
| Số | Vt | Cầu thủ             | Ngày sinh (tuổi)            | Số trận | Câu lạc bộ         |
| -- | -- | ------------------- | --------------------------- | ------- | ------------------ |
| 1  | TM | Hassan Sunny        | 2 tháng 4, 1984 (26 tuổi)   |         | Tampines Rovers    |
| 2  | TV | Muhammad Ridhuan    | 6 tháng 5, 1984 (26 tuổi)   |         | Arema              |
| 3  | HV | Baihakki Khaizan    | 31 tháng 1, 1984 (26 tuổi)  |         | Persib Bandung     |
| 4  | TV | Isa Halim           | 15 tháng 5, 1986 (24 tuổi)  |         | Home United        |
| 5  | HV | Noh Rahman          | 2 tháng 8, 1980 (30 tuổi)   |         | SAFFC              |
| 6  | HV | Precious Emuejeraye | 21 tháng 3, 1983 (27 tuổi)  |         | Persija Jakarta    |
| 8  | TĐ | Noh Alam Shah       | 3 tháng 9, 1980 (30 tuổi)   |         | Arema              |
| 9  | TĐ | Aleksandar Đurić    | 12 tháng 8, 1970 (40 tuổi)  |         | Tampines Rovers    |
| 10 | TĐ | Fazrul Nawaz        | 17 tháng 4, 1985 (25 tuổi)  |         | Gombak United      |
| 11 | TĐ | Agu Casmir          | 22 tháng 3, 1984 (26 tuổi)  |         | Persija Jakarta    |
| 12 | TĐ | Masrezwan Masturi   | 17 tháng 2, 1981 (29 tuổi)  |         | Geylang United     |
| 15 | TV | Mustafic Fahrudin   | 17 tháng 4, 1981 (29 tuổi)  |         | Persela Lamongan   |
| 16 | HV | Daniel Bennett      | 7 tháng 1, 1978 (32 tuổi)   |         | SAFFC              |
| 17 | TV | Sharil Ishak        | 23 tháng 1, 1984 (26 tuổi)  |         | Persib Bandung     |
| 18 | TM | Lionel Lewis        | 16 tháng 12, 1982 (27 tuổi) |         | Home United        |
| 19 | TV | Khairul Amri        | 14 tháng 3, 1985 (25 tuổi)  |         | Persiba Balikpapan |
| 20 | TV | Shahdan Sulaiman    | 9 tháng 5, 1988 (22 tuổi)   |         | Tampines Rovers    |
| 22 | HV | Afiq Yunos          | 10 tháng 12, 1990 (19 tuổi) |         | Young Lions        |
| 23 | HV | Juma'at Jantan      | 23 tháng 2, 1984 (26 tuổi)  |         | Home United        |
| 26 | HV | Rosman Sulaiman     | 6 tháng 11, 1982 (28 tuổi)  |         | Home United        |
| 28 | HV | Safuwan Baharudin   | 22 tháng 9, 1991 (19 tuổi)  |         | Young Lions        |
| 30 | TM | Izwan Mahbud        | 14 tháng 7, 1990 (20 tuổi)  |         | Young Lions        |

### Myanmar
Huấn luyện viên trưởng:  Tim Myint Aung
| Số | Vt | Cầu thủ         | Ngày sinh (tuổi)            | Số trận | Câu lạc bộ    |
| -- | -- | --------------- | --------------------------- | ------- | ------------- |
| 1  | TM | Thiha Sithu     | 10 tháng 2, 1987 (23 tuổi)  |         | Delta United  |
| 2  | HV | Win Min Htut    | 6 tháng 4, 1986 (24 tuổi)   |         | Kanbawza      |
| 3  | HV | Zaw Lin Tun II  | 23 tháng 7, 1983 (27 tuổi)  |         | Zeyashwemye   |
| 4  | HV | Moe Win         | 30 tháng 8, 1988 (22 tuổi)  |         | Kanbawza      |
| 5  | HV | Khin Maung Lwin | 14 tháng 7, 1980 (30 tuổi)  |         | Kanbawza      |
| 6  | TV | Tun Tun Win     | 15 tháng 12, 1987 (22 tuổi) |         | Yadanarbon    |
| 7  | HV | Khin Maung Tun  | 18 tháng 9, 1985 (25 tuổi)  |         | Yadanarbon    |
| 8  | TV | Aung Kyaw Moe   | 2 tháng 7, 1982 (28 tuổi)   |         | Yadanarbon    |
| 9  | TĐ | Yan Paing       | 27 tháng 11, 1983 (27 tuổi) |         | Yadanarbon    |
| 10 | TV | Yazar Win Thein | 9 tháng 4, 1988 (22 tuổi)   |         | Zeyashwemye   |
| 11 | TĐ | Kyaw Ko Ko      | 20 tháng 12, 1992 (17 tuổi) |         | Zeyashwemye   |
| 12 | HV | Yan Aung Win    |                             |         | Yangon United |
| 13 | HV | Kyaw Khine Win  |                             |         | Yadanarbon    |
| 14 | TV | Myo Min Tun     | 14 tháng 7, 1986 (24 tuổi)  |         | Yangon United |
| 16 | HV | Nyar Na Lwin    |                             |         | Kanbawza      |
| 17 | HV | Aye San         | 24 tháng 12, 1988 (21 tuổi) |         | Kanbawza      |
| 18 | TM | Kyaw Zin Htet   | 2 tháng 3, 1990 (20 tuổi)   |         | Kanbawza      |
| 19 | TV | Pai Soe         | 22 tháng 1, 1987 (23 tuổi)  |         | Yadanarbon    |
| 22 | TM | Nyi Nyi Lwin    | 11 tháng 8, 1983 (27 tuổi)  |         | Zeyashwemye   |
| 23 | TV | Kyaw Zayar Win  |                             |         | Delta United  |
| 27 | TV | Aung Myo Thant  | 1 tháng 12, 1988 (22 tuổi)  |         | Kanbawza      |
| 28 | TĐ | Mai Aih Naing   |                             |         | Okktha United |

### Philippines
Huấn luyện viên trưởng:  Simon McMenemy
| Số | Vt | Cầu thủ                | Ngày sinh (tuổi)            | Số trận | Câu lạc bộ                |
| -- | -- | ---------------------- | --------------------------- | ------- | ------------------------- |
| 1  | TM | Neil Etheridge         | 7 tháng 2, 1990             | 13      | Fulham                    |
| 2  | HV | Rob Gier               | 6 tháng 1, 1980             | 10      | Ascot United              |
| 4  | HV | Anton del Rosario      | 23 tháng 12, 1981           | 28      | Kaya                      |
| 6  | TV | Roel Gener             | 27 tháng 6, 1974            | ?       | Quân đội Philippines      |
| 7  | TV | James Younghusband     | 4 tháng 9, 1986             | 20      | Cầu thủ tự do             |
| 9  | TĐ | Yanti Bersales         | 6 tháng 2, 1973             | ?       | Philippine Air Force      |
| 10 | TĐ | Phil Younghusband      | 4 tháng 8, 1987             | 12      | Cầu thủ tự do             |
| 11 | HV | Alexander Borromeo (c) | 28 tháng 6, 1983            | 28      | Kaya                      |
| 13 | TV | Emelio Caligdong       | 8 tháng 9, 1982             | 30      | Philippine Air Force      |
| 14 | TV | Mark Ferrer            | 12 tháng 2, 1989            | 2       | Philippine Air Force      |
| 15 | TV | Rey Palmes             | 27 tháng 12, 1979 (30 tuổi) | 1       | Philippine Air Force      |
| 17 | TV | Jason de Jong          | 28 tháng 2, 1990            | 13      | Veendam                   |
| 18 | TV | Christopher Greatwich  | 30 tháng 9, 1983 (27 tuổi)  | 22      | Morris County Colonials   |
| 19 | TV | Nestorio Margarse      | 3 tháng 5, 1976             | ?       | Quân đội Philippines      |
| 21 | TĐ | Peter Jaugan           | 2 tháng 7, 1983 (27 tuổi)   | 3       | Philippine Air Force      |
| 22 | TM | Eduard Sacapaño        | 14 tháng 2, 1980            | 7       | Quân đội Philippines      |
| 23 | TĐ | Ian Araneta            | 2 tháng 3, 1982             | 23      | Philippine Air Force      |
| 25 | HV | Joebel Bermejo         | 28 tháng 2, 1981            | 9       | Philippine Air Force      |
| 26 | HV | David Basa             | 2 tháng 4, 1989             | 4       | University of Santo Tomas |
| 27 | HV | Ray Anthony Jónsson    | 2 tháng 3, 1979             | 4       | Grindavik                 |
| 28 | HV | Kristopher Relucio     | 22 tháng 4, 1978 (32 tuổi)  | 2       | Laos FC                   |
| 30 | TV | Mark Drinkuth          |                             | 0       | Agon Düsseldorf           |